# Pełen etat
Pełen etat – debiutancki album studyjny polskiego rapera Śliwy. Wydawnictwo ukazało się 17 marca 2012 roku nakładem wytwórni muzycznej RPS Enterteyment w dystrybucji Fonografiki. Produkcji nagrań podjęli się Hirass, RX, Quei, Goti, Brahu oraz Edizz. Z kolei wśród gości na płycie znaleźli się Peja, Kobra, Fisher, Edizz, Gandzior, Vixen, Kroolik Underwood, Kubiszew oraz Bezczel.

## Lista utworów
Opracowano na podstawie materiału źródłowego.
1. "Nieśmiertelność" (produkcja: Hirass) – 1:51
2. "Pełen etat" (produkcja: RX) – 4:02
3. "Ostatnia deska ratunku" (produkcja: Hirass, gościnnie: Peja) – 3:34
4. "Jedziemy" (produkcja: Hirass) – 2:01
5. "Piątka (RMX)" (produkcja: Hirass, gościnnie: Kobra) – 2:25
6. "Nie mów, że nie" (produkcja: Hirass) – 3:12
7. "Fani i pająki" (produkcja: Quel, gościnnie: Fisher) – 3:30
8. "Długi pocałunek na dobranoc" (produkcja: Goti, gościnnie: Edizz) – 2:20
9. "Mówi się o mnie" (produkcja: Brahu, gościnnie: Gandzior, Vixen) – 4:06
10. "Tak jak przypuszczałeś" (produkcja: Hirass) – 2:18
11. "Niezapomniane chwile" (produkcja: Hirass, gościnnie: Kroolik Underwood, Kubiszew) – 4:01
12. "Moje flow" (produkcja: Edizz) – 2:43
13. "Bujam klubami" (produkcja: Brahu, gościnnie: Bezczel) – 2:30
14. "Życie beztroskie" (produkcja: Hirass) – 3:00
15. "Pierwszy reprezentant" (produkcja: Hirass) – 3:58